# Национальная библиотека ЮАР
Национальная библиотека Южно-Африканской Республики является учреждением правительства ЮАР, которое поддерживает национальную библиотеку всех опубликованных материалов, относящихся к этой стране.

## История
В 1818 году лорд Чарльз Сомерсет, первый гражданский губернатор Капской колонии, издал прокламацию о контроле над торговлей вином, установив налог на вино, ввозимое в Кейптаун для продажи. Вырученные средства пойдут на создание публичной библиотеки, которая «заложит фундамент системы, которая позволит молодёжи этого отдалённого уголка земного шара получить доступ к знаниям» (предполагая, что у земного шара есть свои уголки) «и принесёт им то, что наиболее красноречивые из древних писателей считали одним из первых благ жизни — „домашнее образование“.» Наиболее вероятной моделью для Кейптаунской «Публичной библиотеки» был Лондонский институт (созданный в 1805 году в стиле Атенеума).
Первым значительным приобретением библиотеки стала коллекция Иоахима Николауса фон Дессина, который завещал свои книги голландской Реформатской церкви в 1761 году, чтобы они послужили основой публичной библиотеки. В 1820 году попечительский совет решил передать коллекцию Дессина в дар новой библиотеке. С годами последовали и другие заметные пожертвования, среди которых вклад сэра Джорджа Грея, который, покинув Южную Африку в 1861 году, подарил библиотеке свою замечательную личную коллекцию средневековых и ренессансных рукописей и редких книг. В 1873 году южноафриканская публичная библиотека стала легальной депозитной библиотекой Капской колонии, а с 1916 года в неё поступали все печатные издания, издававшиеся по всей стране. Библиотека продолжала функционировать как депозитная библиотека до 1954 года, когда эту функцию взял на себя город Кейптаун. С тех пор она начала развивать свой уникальный характер как национальная справочная библиотека, посвящённая исследованиям, основанным на её обширном фонде, с одновременным изменением названия в 1967 году на Южноафриканскую библиотеку.
Дипломат Эдмунд Робертс посетил библиотеку, называемую тогда Южноафриканской библиотекой, около 1833 года и описал её как «когда-то гордость и хвастовство колонии. Он отметил, что библиотека насчитывает около 10 000 томов, и назвал её „весьма похвальным местом“.»

### Государственная библиотека
«Staats-Bibliotheek der Zuid-Afrikaansche Republiek» (государственная библиотека Южно-Африканской Республики) возникла благодаря пожертвованию книг от Maatschappij der Nederlandsche Letterkunde. Эти книги представляли собой полную библиотеку голландских произведений, главным образом голландской литературы и языка, для правительства Трансваальской Республики. Первая партия из восьми сундуков с книгами прибыла в 1883 году, включая сундук голландского Библейского Общества. 21 сентября 1887 года правительство Трансвааля утвердило конституцию государственной библиотеки. По мере того как Претория стала увеличиваться в размерах, возникла необходимость в публичной библиотеке. Первая публичная библиотека Претории открыла свои двери в 1878 году, но из-за продолжающихся финансовых проблем была закрыта в 1890 году. В 1893 году благодаря мощной общественной поддержке и коллекции в 700 экземпляров возникла ещё одна публичная библиотека, на этот раз под крылом Staats-Bibliotheek и с книжным фондом бывшей Публичной библиотеки. С этого времени и до 1964 года Государственная Библиотека выполняла двойную роль — публичной библиотеки и Национальной библиотеки. Первый национальный библиотекарь, поэт на языке африкаанс Ян Челльерс, рассматривал соглашения об обмене как средство обогащения фондов Государственной библиотеки. Первое соглашение об обмене было заключено в 1898 году со Смитсоновским институтом в Вашингтоне в Соединённых Штатах Америки. В соответствии с соглашением государственная библиотека будет получать все американские официальные издания в обмен на два экземпляра каждого официального издания Южно-Африканской Республики. С начала тридцатых годов под руководством видного Национального библиотекаря Мэтью Стирлинга государственная библиотека начала развивать характер центральной библиотеки для Южной Африки, взяв на себя такие функции, как стремление к созданию Национальной библиотечной системы кредитования и Центра библиографической информации.

## Современная консолидация

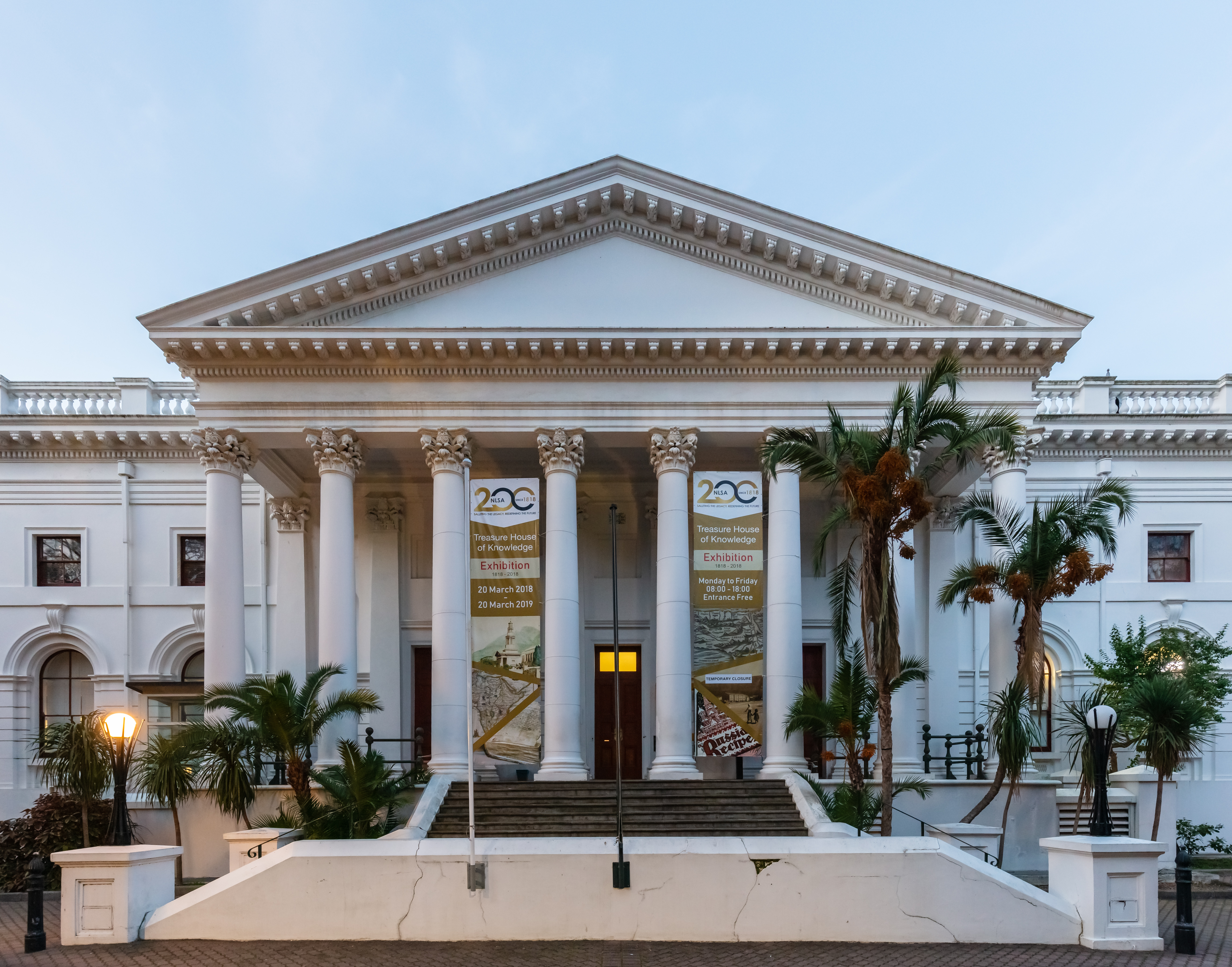
Современный вид на вход в библиотеку в Кейптауне.

До 1 ноября 1999 года по историческим причинам в Южно-Африканской Республике было две национальные библиотеки: Южно-Африканская библиотека, основанная в 1818 году в Кейптауне, и государственная библиотека, основанная в 1887 году в Претории. С точки зрения Южно-Африканского законодательства о депонировании документов каждая из национальных библиотек была депонированной библиотекой, имеющей право на получение от издателей безвозмездного экземпляра каждой книги, серии, газеты, правительственного издания или другого печатного издания, опубликованного в Южной Африке. В Южной Африке легальный депозит, в той или иной форме, датируется 1842 годом. В результате в бывших национальных библиотеках были созданы обширные коллекции материалов, представляющих большую научную ценность. В 1990-е годы Департамент искусств, культуры, науки и техники приступил к пересмотру всех законодательных актов, находящихся под его юрисдикцией, включая Закон О национальных библиотеках № 56 1985 года. В 1996 году министр искусств, культуры, науки и техники назначил рабочую группу по национальным библиотекам ЮАР для консультирования его относительно будущего двух национальных библиотек. Наиболее важная рекомендация рабочей группы состояла в том, чтобы объединить эти две национальные библиотеки и создать Национальную библиотеку с двумя площадками (Кейптаун и Претория), известную как Национальная библиотека ЮАР.

### Создание в соответствии с законом О Национальной библиотеке

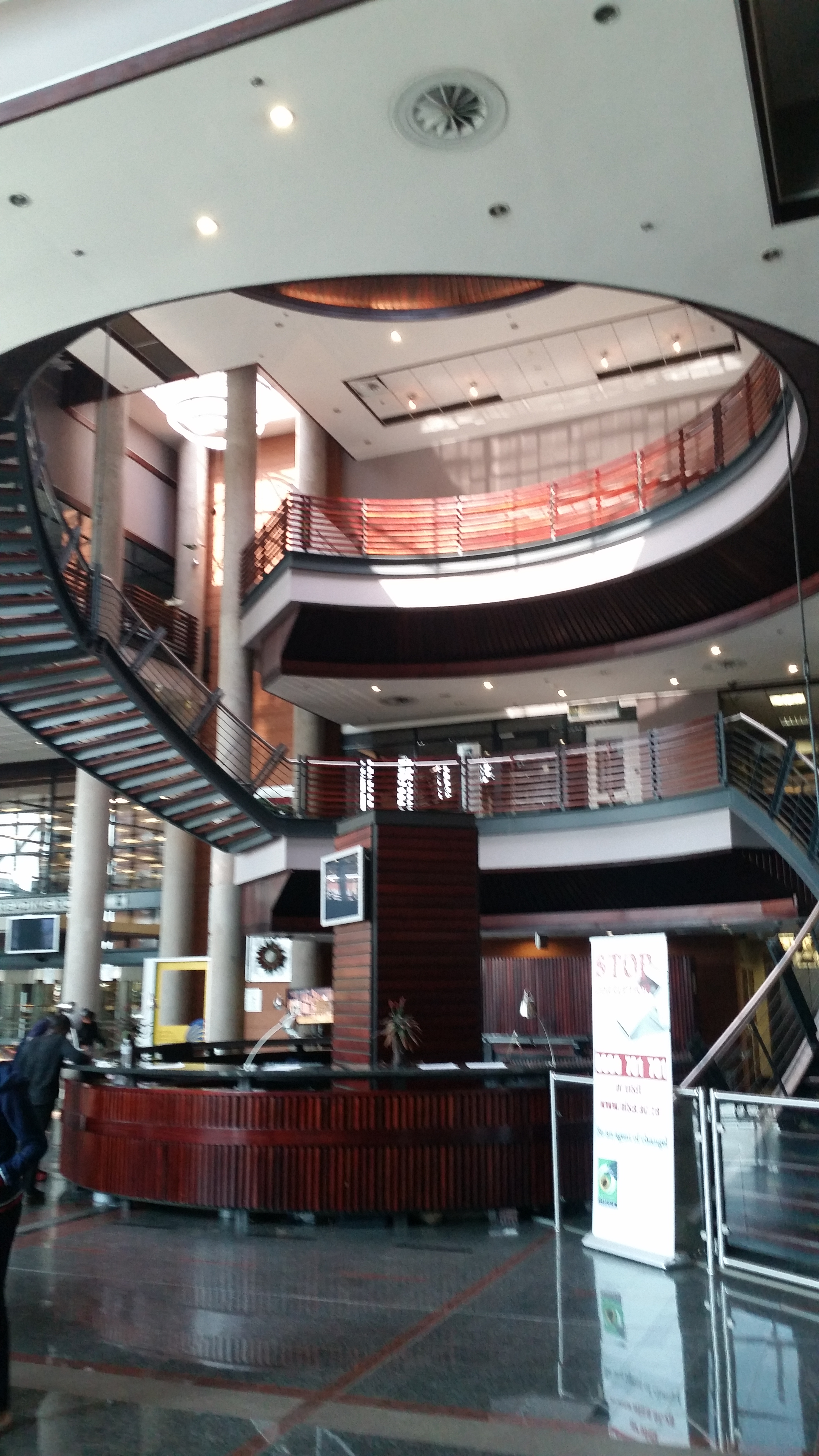
Входное фойе новой Национальной библиотеки (2008 года), Претория

Основные функции Национальной библиотеки ЮАР описаны в подразделе 1 раздела 4 Закона О Национальной библиотеке № 92 1998 года и охватывают следующие широкие области:
- создать полную коллекцию опубликованных документов, исходящих из ЮАР или относящихся к ней;
- поддерживать и расширять любые другие сборники опубликованных и неопубликованных документов с упором на документы, исходящие из ЮАР или относящиеся к ней;
- содействовать оптимальному управлению коллекциями опубликованных документов, хранящихся в Южно-Африканских библиотеках в качестве национального ресурса; оказывать национальную библиографическую услугу и выступать в качестве национального библиографического агентства;
- содействие оптимальному доступу к опубликованным документам на национальном и международном уровнях;
- предоставление справочных и информационных услуг на национальном и международном уровнях;
- выступать в качестве национальной библиотеки сохранения и предоставлять услуги по сохранению на национальной основе;
- содействовать повышению осведомлённости и признательности в отношении национального опубликованного документального наследия; и
- содействовать повышению информационной осведомлённости и информационной грамотности населения.